# Богодарово
Богода́рово (укр. Богодарове), село, 
Богодаровский сельский совет,
Изюмский район,
Харьковская область.
Код КОАТУУ — 6320480501. Население по переписи 2001 г. составляет 374 (182/192 м/ж) человека.
Является административным центром Богодаровского сельского совета, который, кроме того, включает села
Надеждовка,
Погоновка и
Фёдоровка.

## Географическое положение
Село находится на обоих берегах реки Лукноваха, есть несколько мостов. Рядом проходит автомобильная дорога Т-2113. К западу от села находится Богодаровское водохранилище (~180 га).
К селу Богодарово примыкают села Погоновка, Малолетки и Надеждовка.

## Экономика
В селе есть молочно-товарная и свино-товарная фермы, машино-тракторная мастерская.

## Достопримечательности
- Братские могилы советских воинов.

## Культура
- Школа
- Клуб

## Религия
- Греко-католическая община[2].